# Joel Suter
Joel Suter (* 25. října 1998) je švýcarský profesionální silniční cyklista jezdící za UCI ProTeam Tudor Pro Cycling Team.
Na etapovém závodu Tour du Limousin v roce 2020 se Suter stal lídrem celkového pořadí poté, co dojel v druhé etapě na druhém místě za Fernandem Gaviriou. Své vedení sice ztratil následující den, ale v poslední, čtvrté etapě závodu si ještě připsal třetí místo.

## Hlavní výsledky
2016
Národní šampionát
3. místo časovka juniorů
4. místo silniční závod juniorů
2017
Národní šampionát
4. místo časovka do 23 let
2019
Tour de l'Avenir
vítěz 2. etapy (TTT)
2. místo Paříž–Tours Espoirs
Národní šampionát
4. místo časovka do 23 let
10. místo Gent–Wevelgem U23
2020
Národní šampionát
2. místo časovka do 23 let
2021
Národní šampionát
5. místo silniční závod
2022
Národní šampionát
 vítěz časovky
2. místo Trofeo Calvià
2023
Giro di Sicilia
vítěz 3. etapy
Étoile de Bessèges
10. místo celkově